# Bernd Monath

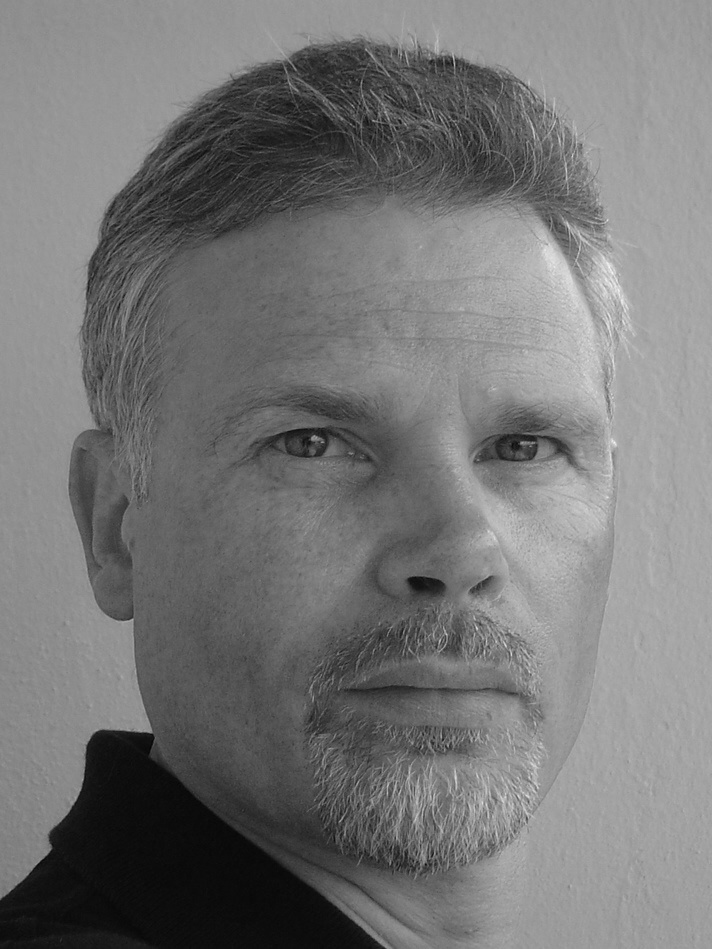
Bernd Monath (2005)

Bernd Monath (* 21. Juni 1960 in Bad Kreuznach) ist ein deutscher Historiker, Sachbuch- und Romanautor.

## Leben und Schaffen
Geboren 1960 in Bad Kreuznach schloss Bernd Monath sein Studium im Bereich des konstruktiven Ingenieurbaus als Diplomingenieur ab und ist seitdem im Projektmanagement tätig. Die in seine Kindheit zurückreichende Begeisterung für Segelschiffe führte zu seinem Erstlingswerk Versailles der Meere, veröffentlicht im Jahr 2016 von Frank & Timme, Berlin. Hierin werden die historischen, kunstgeschichtlichen und technischen Aspekte der Segelschiffe im Barock des 17. Jahrhunderts am Hofe Ludwigs XIV. beschrieben. Das Werk ist Bestandteil zahlreicher wissenschaftlicher Bibliotheken, beispielsweise der Princeton University Library, der Bibliothèque Interuniversitaire de la Sorbonne, oder der Library of Congress.
Seine Folgewerke sind der Belletristik zuzuordnen. Katzen sind auch nur Menschen ist ein humorvoller, autobiografischer Roman über sein Zusammenleben mit Katzen. Bordioc, Der Felsengarten von Utgard, Wanderkröten und Melancholia sind Thriller und Romane mit wissenschaftlichem Hintergrund.
Monath lebt und arbeitet mit seiner Frau und ihrem gemeinsamen Sohn nahe Frankfurt am Main.

## Literarische Werke
- Versailles der Meere, Frank & Timme, Berlin 2016, ISBN 978-3-7329-0267-5.
- Katzen sind auch nur Menschen, Principal-Verlag, Münster, 2017, ISBN 978-3-89969-215-0.
- Bordioc, Brighton Verlag, Framersheim, 2018, ISBN 978-3-95876-597-9.
- Der Felsengarten von Utgard, Brighton Verlag, Framersheim, 2019, ISBN 978-3-95876-710-2.
- Wanderkröten, Brighton Verlag, Framersheim, 2021, ISBN 978-3-95876-823-9.
- Melancholia, Brighton Verlag, Framersheim, 2024, ISBN 978-3-95876-970-0.